# مانويل ألفاريز برافو
مانويل ألفاريز برافو (بالإسبانية: Manuel Álvarez Bravo)‏ هو مصور مكسيكي، ولد في 4 فبراير 1902 في مدينة مكسيكو في المكسيك، وتوفي بنفس المكان في 19 أكتوبر 2002.

## وصلات خارجية
- مانويل ألفاريز برافو على موقع IMDb (الإنجليزية)
- مانويل ألفاريز برافو على موقع الموسوعة البريطانية (الإنجليزية)